# Gösta Nystroem
Gösta Nystroem (ur. 13 października 1890 w Silvberg w regionie Dalarna, zm. 9 sierpnia 1966 w Särö w regionie Halland) – szwedzki kompozytor i malarz.

## Życiorys
Jego ojciec był organistą, nauczycielem muzyki i malarzem, udzielał synowi pierwszych lekcji harmonii, kontrapunktu oraz gry na fortepianie i organach. Uczył się prywatnie gry na fortepianie i harmonii u Lennarta Lundberga i Arona Bergensona w Sztokholmie, następnie uczęszczał do seminarium nauczycielskiego w Strängnäs. Od 1913 do 1914 roku uczeń Andreasa Halléna, następnie w latach 1915–1919 studiował malarstwo i kompozycję w Kopenhadze. Po krótkim pobycie w Niemczech udał się w 1920 roku do Paryża, gdzie uczył się kompozycji u Vincenta d’Indy’ego i Leonida Sabaniejewa oraz dyrygentury u Camille’a Chevillarda. W 1931 roku wrócił do Szwecji. W latach 1932–1947 pisał jako krytyk muzyczny do Göteborgs Handels- och Sjöfartstidning. Od 1941 roku członek Królewskiej Akademii Muzycznej. W 1952 roku otrzymał medal „Litteris et Artibus”. Doktor honoris causa uniwersytetu w Göteborgu (1958).

## Twórczość
Początkowo tworzył w stylistyce neoromantycznej, po pobycie w Paryżu zaadaptował środki właściwe impresjonizmowi, co widoczne jest zwłaszcza w utworach inspirowanych tematyką morską. W latach 30. zradykalizował swój język muzyczny, łącząc linearną polifonię ze współbrzmieniami wypełnionymi dysonansami oraz polirytmią.
Jako malarz tworzył pejzaże o tematyce marynistycznej, inspirowane twórczością Piera della Francesca i Georges’a Braque’a. Jego prace były wystawiane w Sztokholmie, Kopenhadze i Paryżu.

## Ważniejsze kompozycje
(na podstawie materiałów źródłowych)

### Utwory orkiestrowe
- 6 symfonii (I „Sinfonia breve” 1931; II „Sinfonia espressiva” 1935, 2. wersja 1937; III „Sinfonia del mare” na sopran i orkiestrę do słów Ebby Lindqvista(inne języki) 1948; IV „Sinfonia shakespeariana” 1952; V „Sinfonia seria” 1963; VI „Sinfonia tramontana” 1965)
- poematy symfoniczne Ishavet (1925) i Babels torn (1925)
- Ouverture symphonique (1945)
- suita Palettskrap (1950)
- Rondo capriccioso na skrzypce i orkiestrę (1917, 2. wersja 1920)
- Koncert altówkowy „Hommage à la France” (1940)
- Sinfonia concertante na wiolonczelę i orkiestrę lub fortepian (1944)
- Partita na flet, orkiestrę smyczkową i harfę (1953)
- Koncert skrzypcowy (1954)
- Concerto ricercante na fortepian i orkiestrę (1959)

### Utwory kameralne
- 2 koncerty na orkiestrę smyczkową (I 1930, II 1955)
- Rondo capriccioso na skrzypce i fortepian (1927)
- 2 kwartety smyczkowe (I 1956, II 1961)

### Utwory fortepianowe
- Valse solennelle (1914)
- Valse marine (1920)
- Regrets (1924; wersja na orkiestrę pt. Suite lyrique 1928)
- Prélude pastoral (1960)

### Utwory na chór a cappella
- 3 havsvisioner, słowa Elmer Diktonius, Ebba Lindqvist(inne języki) i Vilhelm Ekelund (1956)
- Gofiner, słowa Claes Claesson (1966)

### Utwory na głos i fortepian
- Angest, cykl 8 pieśni do słów Pära Lagerkvista (1923–1928)
- Som ett blommande mandelträd do słów Pära Lagerkvista (1927)
- 3 Singer ur Stormen do słów Williama Szekspira (1934)
- 3 kärleksvisor do słów Pieśni nad pieśniami, Andersa Österlinga i Pära Lagerkvista (1942)
- Singer vid havet, cykl 5 pieśni do słów Ebby Lindqvista(inne języki) i innych (1942)
- Brunnen do tekstu Jarla Hemmera(inne języki) (1944)
- Att älska i vårens tid do słów Gösty Rybranta(inne języki) (1948)
- På reveln, cykl 4 pieśni do słów Andersa Österlinga, Einara Malma(inne języki) i Ebby Lindqvista(inne języki) (1949)
- Det lyse nat do słów Mogensa Lorentzena(inne języki) (1951)
- Själ och landskap do słów Ebby Lindqvista(inne języki) (1952)

### Utwory wokalno-instrumentalne
- Lyssna, hjärta na sopran, alt, flet, triangel, mały gong i fortepian do słów Rabindranatha Tagore (1950)
- Sommarmusik na sopran i orkiestrę kameralną do słów Einara Malma(inne języki) (1964)

### Utwory sceniczne
- opera radiowa Hen Armes penningar, libretto Bertil Malmberg(inne języki) według Selmy Lagerlöf (1958)
- balet Ungersvennen och de sex prinsessorna (1951)
- muzyka do sztuk teatralnych: Konungen według Pära Lagerkvista (1933), Stormen według Williama Szekspira (1934), Bödeln według Pära Lagerkvista (1934), Vävaren i Bagdad według Hjalmara Bergmana (1934), Vår ære og vår makt według Nordahla Griega (1935), Köpmannen I Venedig według Williama Szekspira (1936), muzyka do sztuki radiowej De blinda według Maurice’a Maeterlincka (1949)